# Nat på museet 3: Gravkammerets hemmelighed
Nat på museet: Gravkammerets hemmelighed (originaltitel: Night at the Museum: Secret of the Tomb også kaldet Nat på museet 3) er en amerikansk eventyrs-komedie film fra 2014 instrueret af Shawn Levy med Ben Stiller og Robin Williams i hovedrollerne. Det er efterfølgeren till filmene Nat på museet (2006) og Nat på museet 2 (2009). I de øvrige større roller ses  Rebel Wilson, Ben Kingsley, Dan Stevens, Owen Wilson, Skyler Gisondo, Steve Coogan og Ricky Gervais.
Filmen havde biografpræmiere den 19. december 2014 i USA og i Danmark den 5. februar 2015

## Handling
Larry forlader New York for London på en færden for at redde figurene fra museet inden de forsvinder for evigt.

## Rollista
- Ben Stiller - Larry Daley/Laa
- Robin Williams - Theodore Roosevelt/Garuda
- Owen Wilson - Jedediah Smith
- Steve Coogan - Octavius
- Dan Stevens - Sir Lancelot
- Rebel Wilson - Tilly
- Ben Kingsley - Merenkahre
- Ricky Gervais - Professor McPhee
- Skyler Gisondo - Nick Daley
- Patrick Gallagher - Hunnerhøvdingen Attila
- Rami Malek - Farao Ahkmenrah
- Mizuo Peck - Sacajawea
- Rachael Harris - Madeline Phelps
- Crystal the Monkey - Dexter
- Dick Van Dyke - Cecil Fredericks
- Mickey Rooney - Gus
- Bill Cobbs - Reginald
- Andrea Martin - Rose
- Anjali Jay - Shepseheret
- Hugh Jackman - Skuespiller (cameo)
- Alice Eve - Skuespiller (cameo)